# Xylota puella
Xylota puella är en tvåvingeart som beskrevs av Becker 1921. Xylota puella ingår i släktet vedblomflugor, och familjen blomflugor. Inga underarter finns listade i Catalogue of Life.